# Nicolau Payen

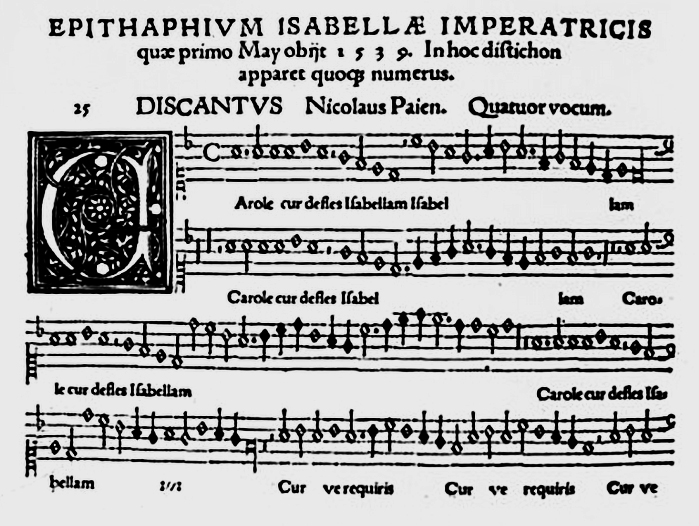
Participi de Nicolau Payen

Nicolau Payen (Soignies, comtat d'Hainaut, actualment a Bèlgica, 1512 - Madrid, Espanya, 24 d'abril de 1559) fou un sacerdot i músic als Països Baixos austríacs.
Sembla que en la seva joventut fou infant de cor en el seu país nadiu, d'on passà a Madrid per prestar el mateix servei en la Capella Reial. El 1546, va rebre el nomenament de mestre de capella, càrrec que conservava el 1556, quan abdicà al tron l'emperador Carles V. A més, aconseguí, prebendes eclesiàstiques a Gaarvliet, Soignies, València i Nivelles; finalment, el 1558 se'l anomenà degà de Turnhout.
Les composicions de Payen es troben repartides en diferents col·leccions, com les titulades IIn. livre de chansos à quatre parties (Anvers, 1544), Cantiones selectissimae quatuor vocum (1548), Cantiones sacrae quas vulgo Moteta vocant (Anvers, 1546-47), on figuren els motets de Payen Resurrectio Christi i Quis debit capiti; Ecclesiasticarum cantionum, quator, quinque et sex vocum libri 1-XV (Anvers, 1545-51), etc.